# Momán (Cospeito)
Momán (llamada oficialmente San Pedro de Momán) es una parroquia española del municipio de Cospeito, en la provincia de Lugo, Galicia.

## Organización territorial
La parroquia está formada por cinco entidades de población:
- Aldea
- Millarada (A Millarada)
- Momán de Abaixo
- Momán de Arriba
- Veiga do Pumar (A Veiga do Pumar)

## Demografía
| Gráfica de evolución demográfica de Momán entre 2000 y 2019 |
|                                                             |
| Datos según el nomenclátor publicado por el INE.            |